# Daniël Mareska

Portret van Daniel Joseph Benoit Mareska (1803-1858).

Daniël Joseph Benoit Mareska (Gent, 9 september 1803 – aldaar, 31 maart 1858) was een hoogleraar in de geneeskunde aan de Universiteit Gent. Mareska staat vooral bekend voor zijn epidemiologisch onderzoek bij Gentse arbeiders en gevangenen. Een straat in Sint-Amandsberg is naar hem vernoemd. 

## Biografie
Daniël Mareska werd geboren als zoon van de uit Leuven afkomstige Guillielmus Mareska (1762-1834), een cabaretier en cafébaas, en van de Gentse Catherine Daenens. Hoewel Mareska niet van rijke afkomst was, kon hij dankzij een beurs vanaf 1823 studeren aan de Gentse Universiteit. Na zijn studies in zowel natuurkunde als wiskunde, promoveerde hij in 1829 tot doctor in de Geneeskunde. In 1835 werd hij docent in de chemie. Mareska overleed op 31 maart 1858 ten gevolge van jicht en buiktyfus. Zijn graf bevindt zich op Campo Santo, de begraafplaats te Sint-Amandsberg.

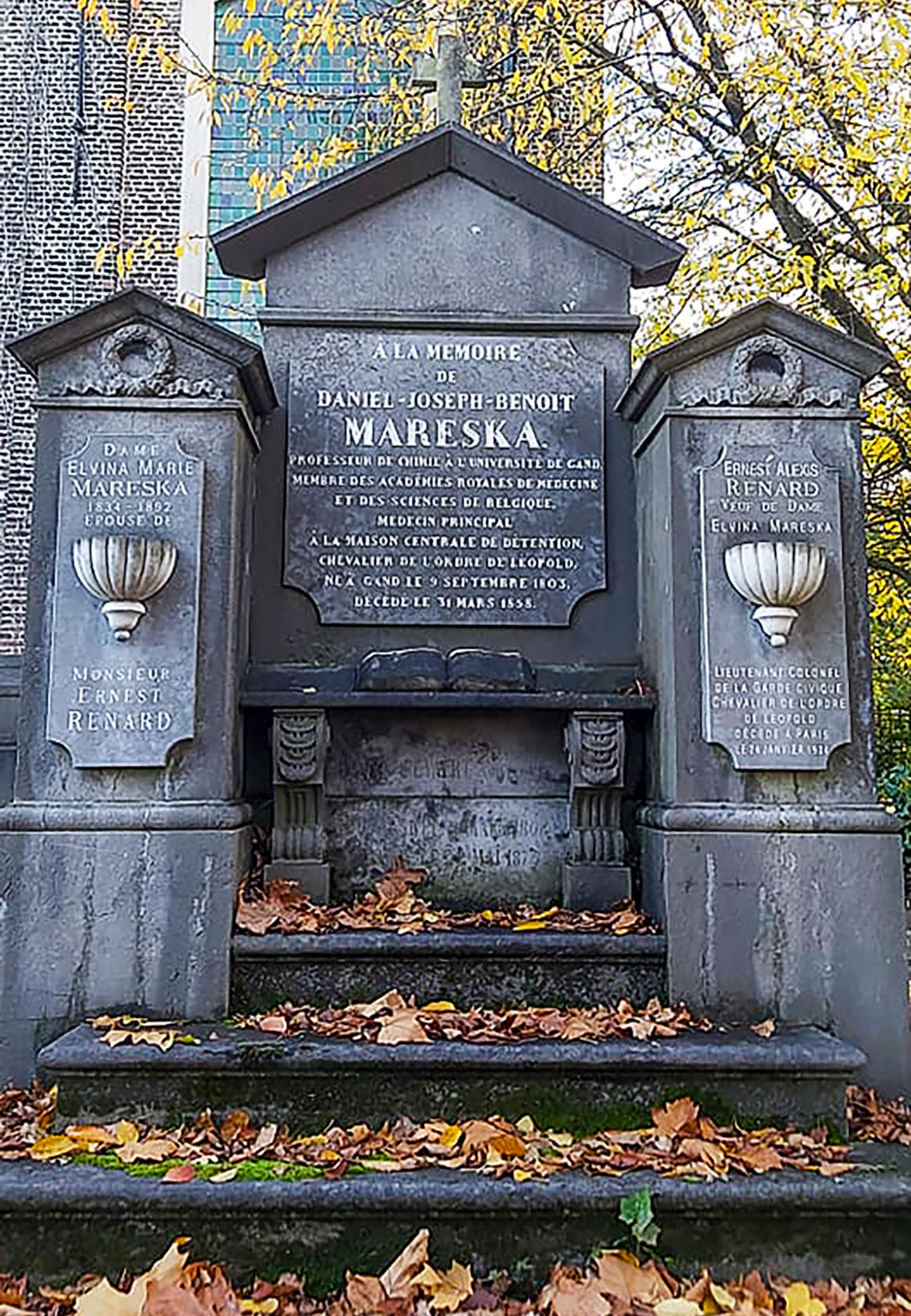
Graf van Daniël Mareska op de begraafplaats Campo Santo.

## Werk
Mareska werkte mee aan het boek Pharmacopoea Belgica Nova uit 1854, een apothekershandboek in opdracht van de Belgische overheid. Als geneesheer was hij begaan met sociaal-hygiënische problematieken te Gent. Mareska publiceerde enkele studies, vaak in opdracht van de overheid, die de link legden tussen de leefomstandigheden van mensen en hun gezondheid. In deze zin vormde Mareska een voorloper van de hygiënistische beweging, een intellectueel-geneeskundige stroming die hygiëne als een fundament van gezondheid erkende. Deze opvatting geraakte in België pas geïnstitutionaliseerd in de tweede helft van de negentiende eeuw.
Vanaf 1840 onderzocht Mareska jaarlijks het welzijn van Gentse gevangenen, opnieuw in opdracht van de Belgische overheid. Ook de leefomstandigheden van de Gentse arbeiders kregen zijn aandacht. Eén van zijn bekendste studies ging over de gezondheid van de bewoners van het Bataviabeluik, een groot inmiddels verdwenen beluik aan de Blandijnberg waar destijds veel arbeiders samenwoonden. Het vooruitstrevende karakter van Mareska's studies mag echter niet overdreven worden, aangezien hij zich niet bekommerde om sociale onrechtvaardigheden. Desondanks was Mareska een populair figuur te Gent dankzij zijn onderzoek dat de algemene gezondheid van de bevolking ten goede kwam.